# Targeta gasolina
Una targeta gasolina, targeta de carburant o targeta de flota, és un mitjà de pagament emès per les xarxes de gasolineres, que proporciona a les empreses un mitjà de gestió de flotes. Permet a les empreses controlar automàticament el consum de combustible de la seva flota de vehicles. També pot tenir criteris d'ús restrictius quant a zona geogràfica, quantitats, tipus de combustible o dies per evitar abusos. Les targetes de combustible es poden associar a un usuari concret o a un vehicle concret.

## Història
Implementades per primer cop per companyies petrolieres, com Total a França, aquestes targetes també han estat publicades des de fa diversos anys per grans distribuïdors, com Intermarché que ofereix una targeta acceptada en més de 1.400 stations a França, després d'això CI va crear i desenvolupar significativament el seu gas. xarxes d'estacions. Una tendència en aquest mercat és la creació de targetes de combustible comunes a diverses xarxes d'estacions de servei com la targeta Esso, Avia i Shell i la targeta comuna a Avia i BP o la targeta Ticket Fleet Pro, comercialitzada per Edenred, l'inventor. del Ticket Restaurant. Aquesta targeta s'accepta a més de 2 300 estacions de França, incloses les estacions de venda al detall.

## Descripció
Les targetes de combustible comercials estan dissenyades tenint en compte les flotes i busquen evitar tant el percentatge de càrrecs de les companyies de targetes de crèdit com el risc de robatori que les targetes de crèdit minoristes exposen a un negoci a causa del seu enfocament en la comoditat per sobre de la seguretat financera.
La targeta de combustible es pot percebre com una targeta de fidelització, no obstant això té un doble vessant: controlar la flota, i oferir un descompte segons el consum total. La targeta de combustible també és una important eina de gestió per a les empreses de lloguer de vehicles.